# ザルマイ・ラスール
ザルマイ・ラスール（パシュトー語: زلمی رسول、Zalmai Rassoul、1944年 - ）は、アフガニスタンの政治家。元外務大臣。

## 経歴
カーブル市出身。父は、ムハンマド・ダーウード政権の秘密警察長官だった。カーブルのフランス語貴族学校「イステクラール」を卒業し、パリの医科大学で博士号を取得した。
大学卒業後、パリの科学研究所、サウジアラビア厚生省に勤務した。1980年代、在仏アフガン人移民のための新聞社を設立した。
ターリバーン政権の崩壊までは、ザーヒル・シャー元国王の官房長を代行していた。ハーミド・カルザイを首班とする暫定政権樹立後、運輸・民間航空相に任命。後に国家安全保障担当大統領顧問となり、安全保障会議書記を務めた。ザルマイ・ラスールは、大統領顧問としてカルザイの外遊のほぼ全てに随行した。
2010年1月16日、議会により拒否されたランギーン・ダードファル・スパンターに代わり外務大臣に推薦され、1月18日に承認された。
2014年アフガニスタン大統領選挙に立候補したが、第一回投票で3位に終わり落選した。

## 人物
パシュトゥー語、ダリー語、アラビア語、英語、フランス語、イタリア語を話す。